# Red Planet Mars
Marte, planeta roșie (titlu original Red Planet Mars) (1952) este un film științifico-fantastic produs de United Artists pe baza piesei de teatru Red Planet din 1932 scrisă de John L. Balderston și John Hoare. Filmul este regizat de Harry Horner (debut); cu Peter Graves și Andrea King în rolurile principale.

## Povestea
Un om de știință american este capabil să contacteze și să comunice cu locuitorii de pe planeta Marte, ceea ce duce la zguduitoare repercusiuni politice, economice și spirituale. 

## Distribuție
- Peter Graves - Chris Cronyn
- Andrea King - Linda Cronyn
- Herbert Berghof - Franz Calder
- Walter Sande - Admiral Bill Carey
- Marvin Miller - Arjenian
- Willis Bouchey - President
- Morris Ankrum - Secretary of Defense Sparks
- Orley Lindgren - Stewart Cronyn
- Bayard Veiller - Roger Cronyn
- Robert House Peters, Jr. - Dr. Boulting, Mitchell's assistant